# Festivalul de Film Rusesc de la Galați
Festivalul de Film Rusesc de la Galați este un festival de film care a avut loc la Galați.

## 2011
Festivalul de Film Rusesc de la Galați din 2011 a avut loc în perioada 18-27 martie. Au fost proiectate 16 filme la Teatrul Național de Operă și Operetă „Nae Leonard”. Festivalul a fost organizat de Prefectura Județului Galați și Consulatul General al Federației Ruse de la Constanța în parteneriat cu Teatrul Muzical "Nae Leonard" din Galați, Muzeul de Artă Vizuală din Galați, Primăria Municipiului Galați, Direcția pentru Cultura și Patrimoniu Național Galați și Institutul Cultural Român.  Festivalul s-a deschis cu filmul Preotul.
| Titlul filmului în limba română | Titlul filmului în limba rusă | Premiera originală | Regizor                              | Distribuție                                             | Note                                             |
| ------------------------------- | ----------------------------- | ------------------ | ------------------------------------ | ------------------------------------------------------- | ------------------------------------------------ |
| Preotul                         |                               | 2009               | Vladimir Hotinenko                   |                                                         |                                                  |
| Salonul 6                       | Палата № 6                    | 2009               | Karen Șahnazarov, Alexandr Gornovski | Vladimir Ilyin, Alexey Vertkov                          | 2 premii Nika, ecranizare după Cehov             |
| Steaua                          |                               | 2002               | Nikolai Lebedev                      |                                                         |                                                  |
| Fiara mea dulce și blândă       |                               | 1978               | Emil Loteanu                         |                                                         | ecranizare după „Dramă la vânătoare” de Cehov    |
| Cum am petrecut în vara asta    |                               | 2010               | Aleksei Popogrebski                  |                                                         | Ursul de Argint la festivalul de la Berlin, 2010 |
| Orașul Zero                     |                               | 1989               | Karen Sahnazarov                     |                                                         | Nominalizare la Oscar 1991                       |
| Soarele alb al deșertului       | Белое солнце пустыни          | 1970               | Vladimir Motîl                       | Spartak Vasilievici Mișulin, Pavel Borisovici Luspekaev |                                                  |
| Moscova nu crede în lacrimi     |                               | 1979               | Vladimir Mensov                      |                                                         | Premiul Oscar pentru cel mai bun film străin     |
| Balada husarului                | Гусарская баллада             | 1962               | Eldar Riazanov                       | Larisa Golubkina, Iuri Iakovlev                         |                                                  |
| Reîntoarcerea                   |                               | 2003               | Andrei Zviaghintev                   |                                                         | Leul de Aur                                      |
| Amiral                          | Адмиралъ                      | 2008               | Andrei Kravciuk                      | Konstantin Habenski, Elizaveta Boiarskaia               |                                                  |
| Izgonirea                       |                               | 2007               | Andrei Zviaghintev                   |                                                         |                                                  |
| Insula                          | Остров                        | 2006               | Pavel Lunghin                        |                                                         |                                                  |
| Imperiul dispărut               |                               | 2007               | Karen Sahnazarov                     |                                                         | Vulturul de Aur                                  |
| Kandahar                        | Кандагар                      | 2010               | Andrei Kavun                         |                                                         |                                                  |
| Taras Bulba                     | Тарас Бульба                  | 2009               | Vladimir Bortko                      | Bohdan Stupka, Igor Petrenko                            |                                                  |

## 2012
Festivalul de Film Rusesc de la Galați din septembrie 2012 a avut loc la Universitatea „Danubius” din Galați.
| Titlul filmului în limba română | Titlul filmului în limba rusă | Premiera originală | Regizor        | Distribuție                                                            | Note  |
| ------------------------------- | ----------------------------- | ------------------ | -------------- | ---------------------------------------------------------------------- | ----- |
| Bunica Tosia                    |                               | 2003               | Lidiya Bobrova |                                                                        |       |
| Credință                        |                               |                    |                |                                                                        |       |
| Gheorg                          |                               |                    |                |                                                                        |       |
| Efect de seră                   | Парниковый эффект             | 2003               | Valeri Akhadov | Elena Polyakova , Alexander Yakin , Alexander Korshunov , Irina Loseva | [ 6 ] |